# Második pun háború

Róma (rózsaszín vagy piros), illetve Karthágó (lila) befolyási zónái Kr. e. 218-ban, közvetlenül a második pun háborút megelőzően

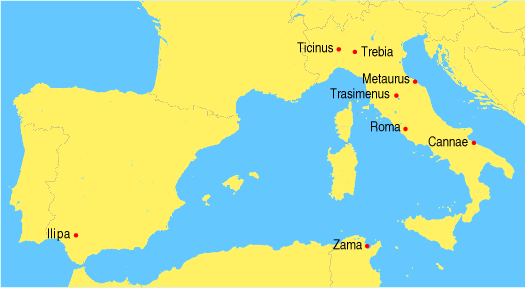
A második pun háború csatái

A második pun háború, vagy ahogy a rómaiak nevezték, Hannibál elleni háború a Földközi-tenger medencéjében vívott háború volt a Római Köztársaság és a Hannibal vezette karthágói seregek között, Kr. e. 218 és 201 között. (A rómaiak a karthágóiakat nevezték punoknak – punici, korábban poenici, a föníciaiakra utalva.) Egyike volt a Róma és Karthágó közt vívott három háborúnak (pun háborúk). A háború Hannibal sorozatos diadalai ellenére a rómaiak győzelmével zárult.
A második pun háborúban kelt át Hannibal seregével az Alpokon. Itáliában véres csatákban sorra tönkreverte az ellene támadó római seregeket, míg végül Karthágó védelmére vissza kellett térnie Afrikába, ahol vereséget szenvedett Publius Cornelius Scipio Africanus Maiortól.
Róma a második pun háborúval egyidőben vívta az első makedón háborút V. Philipposz makedón király ellen.

## Előzmények
A háborút a Saguntum ellenőrzése feletti vita robbantotta ki. Saguntum hellenizált kikötőváros volt Hispaniában jó kapcsolatokkal Rómával. Miután a város vezetői közt konfliktus robbant ki a Róma-barát és a Karthágó-barát szárny közt, és a Karthágóhoz húzókat megölték, Hannibal Kr. e. 218-ban ostrom alá vette Saguntumot. A város Rómához fordult segítségért, de kérése süket fülekre talált. Hosszú ostrom és véres küzdelem után, amelyben maga Hannibal is megsebesült, a karthágóiak végül bevették Saguntumot. A város lakói közül sokan inkább öngyilkosok lettek, minthogy kiszolgáltassák magukat a karthágóiaknak.

## Hannibal kezdeményez

### A nyugat-mediterrán hadszíntér (Kr. e. 218–Kr. e. 213)

#### Hannibal útja

Hannibal útja: Cartagenától Itália lerohanásáig, majd Zámáig.

A hispaniai karthágói sereg kilencvenezer gyalogosból, tizenkétezer lovasból és nem ismert számú harci elefántból állt. Hannibal hetvenötezer gyalogossal, kilencezer lovassal és 36 elefánttal indult el Itália ellen. Új-Karthágóból indult északnak a hispán partok mentén Kr. e. 218 tavaszán. Az Ebrónál három részre osztotta seregét. Súlyos veszteségek árán leigázta a folyó és a Pireneusok közt élő gall törzseket. A Pireneusoknál tizenegyezer fős helyőrséget hagyott, olyan hispániaiakból, akik haboztak átlépni a félsziget természetes határán.
Galliába ötvenezer gyalogos és kilencezer lovas élén lépett. A szárazföld belsejében haladt tovább, hogy elkerülje a partokon lakó római szövetségeseket. Útközben tárgyalásokkal elérte, hogy ne kelljen összecsapnia a gallokkal. Csak egyszer kényszerült komoly küzdelemre: a Rhone-átkelés csatájában legyőzte a továbbhaladását meggátolni igyekvő gall allobroxokat.
Ugyanebben az időben római inváziós sereget szállító flotta haladt Hispania északi része felé. Parancsnokai, a két testvér, Cnaeus Cornelius Scipio Calvus és Publius Cornelius Scipio megtudták, hogy Hannibal átkelt az Ebrón, de amikor Massaliánál (a mai Marseille) partra szálltak, meglepetéssel hallották, hogy a karthágói sereg feljebb, a Rhone-nál jár. Az ellenséget egy 300 fős lovas járőrük kémlelte ki. Ez összecsapott egy 500 fős numida lovasosztaggal, amelyet visszaűzött a főtáborba. Most már ismerve az ellenség hollétét, a rómaiak csatára készülve felfelé indultak a Rhone mentén. Hannibal azonban kikerülte őket (talán az Isère vagy a Durance folyó mentén), és ősszel megérkezett az Alpok lábához. Üzenetet kapott itáliai gall szövetségeseitől, akik sürgették, hogy jöjjön segítségükre, és felajánlották, hogy átvezetik az Alpokon. Mielőtt nekiindult, egy helyi törzs, amelynek segített megoldani egy örökösödési vitát, ellátta készletekkel.

#### Az első római hadjárat Hispániába

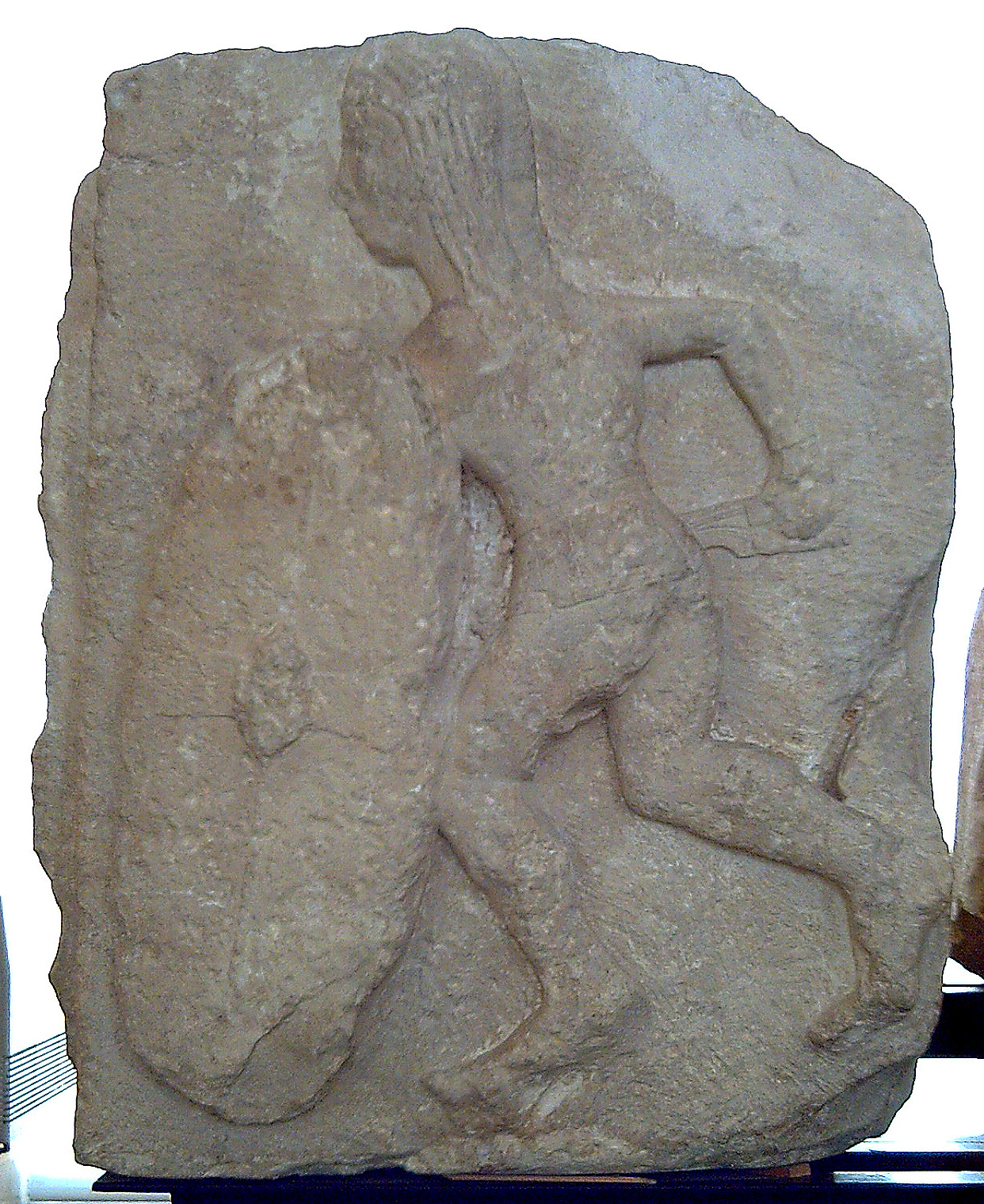
Ibér harcos egy i. e. 200 körüli domborművön. A harcos falcatát és ovális pajzsot visel. Ibériai törzsek harcoltak mindkét oldalon a második pun háborúban, de a többség leginkább teljesen meg akart szabadulni a külföldi hódítóktól. Spanyol Nemzeti Archeológiai Múzeum, Madrid

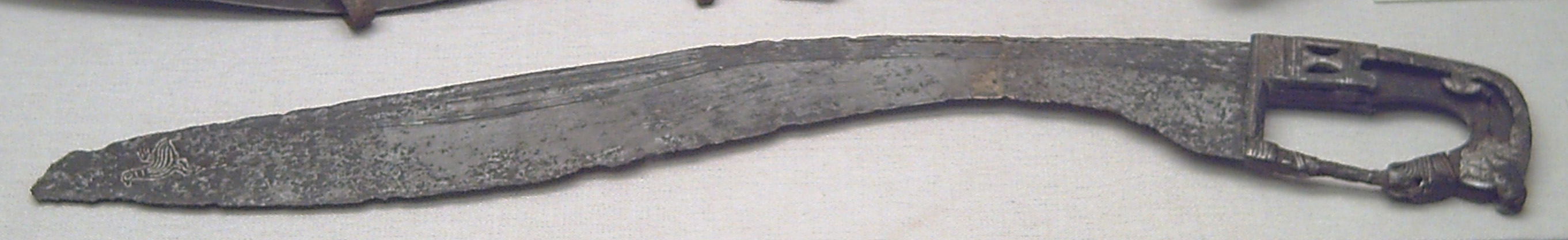
Ibér falcata az i. e. 4. vagy 3. századból. Ez a kaszaszerű kard ibériai jellegzetesség volt. Sajátos súlyeloszlásának köszönhetően egy fejszéhez hasonlóan súlyos csapásokat lehetett vele mérni. Az ibérek a korszakban kiváló fegyvereket gyártottak, ibériai minta alapján alakult ki a gladius, a római gyalogság fő fegyvere is. Spanyol Nemzeti Archeológiai Múzeum, Madrid

A Hispániába tartó római expedíciós sereg nem tudta csatára kényszeríteni Hannibal seregét, így Gnaeus Cornelius Scipio Calvus vezetésével folytatta útját Észak-Hispániába. A másik parancsnok, Publius Cornelius Scipio, visszatért Rómába, felismerve Itália megtámadásának veszélyét, miközben a boi és insuber törzsek is fellázadtak Róma fennhatósága ellen. Kr. e. 217 után azonban ő is Hispániába utazott.
A karthágói uralom nem volt népszerű Hispániában, de megtapasztalva, hogy Róma vonakodott a vele baráti Saguntum segítségére sietni, a helyiek óvakodtak fellázadni. Scipio Calvus Cissában rendezte be főhadiszállását, Hannibal legújabb hódításainak közepén, az Ebro és a Pireneusok közti területen. Kezdeti nehézségek után növekedni kezdett népszerűsége a bennszülöttek között. Ez meggyőzte a karthágói parancsnokot, Hannibal unokaöccsét, Hannót, hogy a rómaiakénál fele akkora haderővel is vállalnia kell a nyílt ütközetet, mielőtt még segítségére érkezhetne seregével Hannibal bátyja, Hasdrubal. A Kr. e. 218-ban vívott cissai csatában a rómaiak győztek. Amikor Hasdrubal végül megérkezett, már nem volt kit kisegítenie, és egyedül nem vállalhatott csatát. Megelégedett azzal, hogy meglepte a római flotta legénységét és közülük sokat megölt.
Az egyesült római és massiliai flotta és a hispaniai hadsereg komoly fenyegetést jelentett a karthágói hatalomra. Hasdrubal először a római flottát szándékozott legyőzni. A karthágói flotta azonban nem büszkélkedhetett sikerekkel a rómaiak ellen. Az első pun háború jelentős tengeri csatáit egy kivételével a rómaiak nyerték és a karthágóiak Kr. e. 218-ban annak ellenére is tengeri csatát vesztettek Lilybaeumnál, hogy a szemben álló római haderő kisebb volt. Hasdrubal összevonta hadseregével a flottát, amely meglehetősen szervezetlen volt. A hadsereg morális támogatást és biztonságos kikötőt biztosított a flottának az Ebró folyónál vívott tengeri csatában. Az 55 római és massiliai hajó nagy vereséget mért a 40 karthágói és hispán hajóra, amelyeknek háromnegyedét elsüllyesztették, vagy elfogták.
A következőkben a karthágói csapatok visszavonultak, a rómaiak azonban továbbra is az Ebro és a Pireneusok közé szorultak. Ez megakadályozta, hogy a karthágóiak segítséget küldjenek Hispániából Hannibalnak vagy a fellázadt itáliai gall törzseknek a háború kritikus időszakaiban. Hasdrubal, hogy megoldja ezt a problémát, a rómaiak ellenőrizte területre vonult és Dertosánál csatát vállalt. Azt a taktikát választotta, amelyet Hannibal Itáliában nagy sikerrel alkalmazott: kihasználta a rómaiakénál erősebb lovasságát, hogy megtisztítsa a harcmezőt, a gyalogsággal pedig két oldalról bekerítette a rómaiakat. De nem járt sikerrel: a rómaiak áttörték a karthágói hadrend elvékonyodott középső részét. Súlyos veszteségeket okozva külön számoltak le a szárnyakkal, de maguk is nagy veszteségeket szenvedtek.
Mivel a hispániai fronton nem értek el áttörést, a Scipiók Afrikában nyitottak új frontot. A nagyhatalmú numidiai királlyal, Syphaxszal léptek szövetségre. Kr. e. 213-ban Syphax római tanácsadókat kapott, hogy kiképezhesse nehézgyalogságat, amely korábban rendre alulmaradt a karthágóiakkal szemben. Így megerősödve Syphax háborút indított Karthágo szövetségese, Gaia kelet-numídiai király ellen. Appianosz szerint Kr. e. 213-ban Hasdrubal Barkasz elhagyta Hispániát, hogy szembeszálljon Syphaxszal. Bár lehet, hogy utólag összekeverték egy másik karthágói vezérrel, Hasdrubal Giszkóval, az biztos, hogy az új konfliktus jelentős karthágói erőket kötött le. (Hasdrubal Giszkó annak a Giszkónak fia volt, aki együtt szolgált Szicíliában Hannibal apjával az első pun háborúban, és vője Hannibal egyik itáliai hadvezérének, idősebb Hannónak.)

### A közép-mediterrán hadszíntér (Kr. e. 218–Kr. e. 213)

#### Tengeri támadások és expedíciók

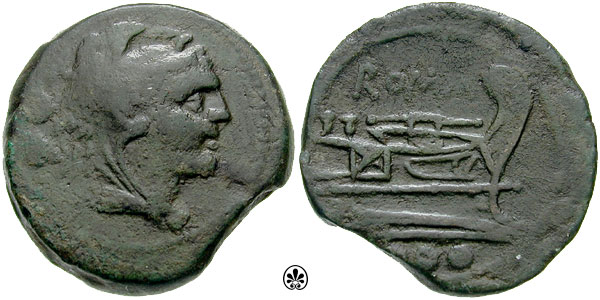
Kr. e. 215 és 212 közt, Hannibal itáliai hadjáratának idején nyomott római pénzérme, bronz negyed as. Fejoldalán oroszlánbőrt viselő Hercules, a hátoldalán hadihajó orra – a köztársaság idején használatos motívum. A dél-itáliai görög városok finoman kidolgozott érméihez képest az ekkori római érmék durvák voltak.

Kr. e. 218-ban a karthágói flotta Szicília partjai mentén cirkált, arra készülve, hogy lerohanja a korábbi karthágói erősséget, Lilybaeumot a sziget nyugati csücskében. A flotta egy része, 20 quinquereme, megrakva ezer katonával az Egadi-szigeteket támadta meg Szicíliától nyugatra. Nyolc másik hajó a Lipari-szigeteket készült megtámadni, de egy vihar a Messinai-szoros felé sodorta őket. A Messinánál hajózó szürakuzai flotta ezekből a hajókból hármat elfogott, anélkül, hogy ellenálltak volna. II. Hierón szürakuszai király a legénységüktől megtudta, hogy a karthágóiak Lilybaeumot fenyegetik, figyelmeztette a római praetort, Marcus Amelliust. A rómaiak 20 hajót küldtek a karthágóiak ellen és a háború első tengeri összecsapásában, a lilybaeumi csatában a kisebb római haderő legyőzte a karthágóiak 35 hajóját.
Kr. e. 218-ban Róma is támadásra készült: Lilybaeumból kelt volna át egy expedíciós hadsereg Afrikába. Hannibal számított a támadásra és erősítést küldött Afrikába: 13 850 hispán nehézgyalogost, 870 baleári parittyást és 1200 hispán lovast. Emellett még négyezer „jó családból származó (hispán férfit) gyűjtöttek össze, azzal a paranccsal, hogy Karthágóba viszik őket a védekezést erősíteni és hogy túszul szolgálva biztosítsák népük hűségét.” Cserében 11 850 líbiai gyalogost, 300 ligurt és 500 baleárit küldtek Hispániába, hogy az ott várt római támadás elleni védekezést segítsék.
A karthágói flotta két nagyobb összecsapásban is vereséget szenvedett a rómaiak ellen, de egyik fél sem került olyan helyzetbe, hogy a másik által ellenőrzött partokon támadást hajtson végre. Kr. e. 217-ben egy 70 quinquireméből álló karthágói flottán majdnem rajtaütött egy 120 quinquiremes római flotta Etruria partjainál, de a karthágóiak csata nélkül visszavonultak.
Az első szárazföldi támadást a karthágóiak hajtották végre Kr. e. 215-ben Szardínia ellen, Kopasz Hasdrubal és alvezére, Hampsicora vezetésével. A vállalkozás nem jól indult, mert előtte levertek egy Karthágó-párti lázadást a szigeten, a karthágói flottát pedig egy vihar a Baleári-szigetekhez sodorta. Mire mégis megérkeztek Szardíniához, a rómaiak már tudtak szándékukról és Titus Manlius Torquatus helyi seregét húszezer gyalogosra és 1200 lovasra növelték. A rómaiak a cornusi csatában legyőzték a 15 ezer gyalogosból, 1500 lovasból, elefántokból és szardíniai felkelőkből álló karthágói sereget.
A rómaiak ezután a karthágói flottát is szétverték és a gabonában gazdag Szardínia római fennhatóság alatt maradt.

#### A gall felkelés
Rómaba egyszerre érkeztek a hírek arról, hogy Hannibal átkelt az Ebrón és arról, hogy az észak-itáliai gall boiok és insuberek fellázadtak. A lázadók kapcsolatba léptek Hanniballal és szövetségre léptek vele. A felkelők első célpontjai Placentia és Cremona kolóniák voltak, ahonnan a rómaiak Mutinába menekültek. A gallok ostrom alá vették Mutinát is. Válaszképp Lucius Manlius Vulso Longus praetor ket római légióval – húszezer gyalogossal és 1600 lovassal – Gallia Cisalpinába vonult. Ezt a sereget útközben kétszer is megrohanták, 1200 embert veszített, és bár felmentették Mutinát, néhány kilométerre Mutinától magát a római sereget kerítették körbe. A római senatus erre útnak indította Scipio légióit és 5000 szövetséges katonát, hogy kisegítsék Vulsót. Scipiónak új csapatokat kellett szereznie, emiatt Kr. e. 218 szeptemberéig nem indulhatott útra Hispániaba, ezzel időt adva Hannibalnak, hogy seregével eljusson az Ebrótól a Rhone-ig.
Hannibál, miután elkerülte a nyílt csatát a Rhone-nál, Hannibal gall szövetségesei segítségére sietett, akiket szorongattak a megerősített római csapatok. Átkelt az Alpokon, leküzdve az időjárás és a terep állította nehézségeket és a helyi törzsek gerillatámadásait. Az útnak indult sereg kisebb részével, 28 ezer gyalogossal, hatezer lovassal és 30 elefánttal érkezett Itáliába Taurininál. Megjelenése már nem volt meglepetés a rómaiak száma, de érkezését későbbre várták. A római seregek még téli táboraikban voltak.
Az Alpokon való átkelés korábban még nem sikerült jelentős hadseregnek. A háború egészét tekintve jelentősége azért is nagy volt, mert megakadályozta Rómát abban, hogy végrehajtsa tervezett csapását Afrikára.
Hannibal Itáliába érkezésekor még mindig távol volt a Pó alsó folyásánál élő gall szövetségeseitől. Csökkent erejű hadseregével is vállalnia kellett a harcot, hogy elérhesse őket és Gallia Cisalpina többi részét is rábírja, hogy felkeljenek Róma ellen. Első dolga volt, hogy elfoglalja az ellenséges Tairinit. Ezután szembetalálta magát egy friss római sereggel, amelyet Publius Cornelius Scipio vezetett, akivel szemben a Rhone-nál elkerülte a harcot, és akit meglepett, hogy Hannibal milyen gyorsan megérkezett az Alpok másik oldalára. A ticinusi csatában Hannibal lovassága legyőzte a római lovasságot és könnyűgyalogságot. Scipio, aki súlyosan megsebesült a csatában, érintetlenül megőrizte nehézgyalogságát és átkelve a Trebbia folyón Placentia (a mai Piacenza) mellett vert tábort, hogy bevárja az erősítést.
A rómaiak ticinusi veresége után a cenomani törzs kivételével a gall törzsek készek voltak a karthágóiak mellé állni. Egész Észak-Itália fellázadt és a gall és ligur segédcsapatok negyvenezer emberre duzzasztották Hannibal seregét.

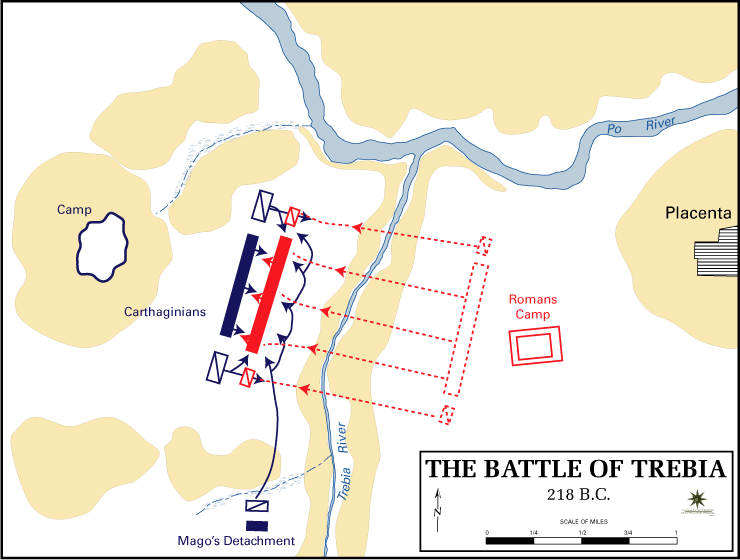
A trebiai csata rajza.
Karthágóiak
Rómaiak

Meg mielőtt a ticinusi vereség híre Rómába érkezett, a Szenátus visszarendelte Szicíliábol Sempronius Longus consult és seregét, akik afrikai hadjáratra készültek, hogy Scipióhoz csatlakozva Hannibállal szálljanak szembe. A karthágóiak elzárták az utat, a consul serege mégis keresztüljutott, amikor a karthágóiak a helyi latin parancsnok árulásától segítve elfoglalták a rómaiak raktárát Clastidiumnál. Scipio meg mindig túl gyenge volt ahhoz, hogy a harcmezőre mehessen. Az egyesült római sereg így már egyenlő erővel rendelkezett a karthágóiakéval. Hannibal kihívását elfogadva harcba szálltak és megvívták a csatát.
A római csapatok reggeli nélkül bocsátkoztak az ütközetbe és elsőnek át kellett kelniük egy hideg vizű folyón, így sokan nem is érkeztek meg időben a harcba. A rómaiak sorsát megpecsételte, hogy Mago Barkasz, Hannibal öccse egy elrejtett csapattal hátulról támadta meg őket. A rómaiak nagy veszteségeket szenvedtek, a negyvenezres seregnek csak fele menekült meg a csatából és a maradék sereg elhagyta Gallia Cisalpinát. Ezzel Hannibal megszilárdította helyzetet Észak-Itáliában, és csapatait elszállásolta a télre. A gallok özönlöttek a karthágói seregbe és Hannibalnak hamarosan már hatvanezer embere volt.
A Kr. e. 217. év újonnan választott consuljai Cnaeus Servilius Geminus és Gaius Flaminius idején a Szenátusnak sikerült új sereget felállítania Hannibal ellen. Flaminius nem bízott szenátortársaiban és attól tartott, ürügyeket keresve késleltetni fogják indulását. Ezért csendben, az új consuloktol elvárt hosszadalmas vallási szertartások nélkül elhagyta Romát, hogy Ariminumnál átvegye a seregét. A Szenátus egyhangú szavazással visszahívta, de ő nem hallgatott a parancsra. Ez elégedetlenséget szított a rómaiak közt, akik attól féltek, Flaminius tiszteletlensége az istenekkel szemben balszerencsét hoz rájuk. Mivel a rómaiak arra számítottak, hogy Hannibal Közép-Itáliába vonul, Flaminius Arinimumból Arretiumba vezényelte seregét, hogy elzárja az Apenninek Etruriába vezető hágóit. Consultársa, Servilus, aki elvégezte a kellő szertartásokat, ezért jóval később érkezett meg, friss seregével leváltotta Flaminiust Ariminumban, hogy innen ellenőrizze az Adriai-tenger menti utat. Egy harmadig sereg, amely a korábban szétvert csapatok maradványaiból állt, Etruriában állomásozott Scipio vezetése alatt. Így a keleten és nyugaton Rómába vezető utakat egyaránt őrizték.

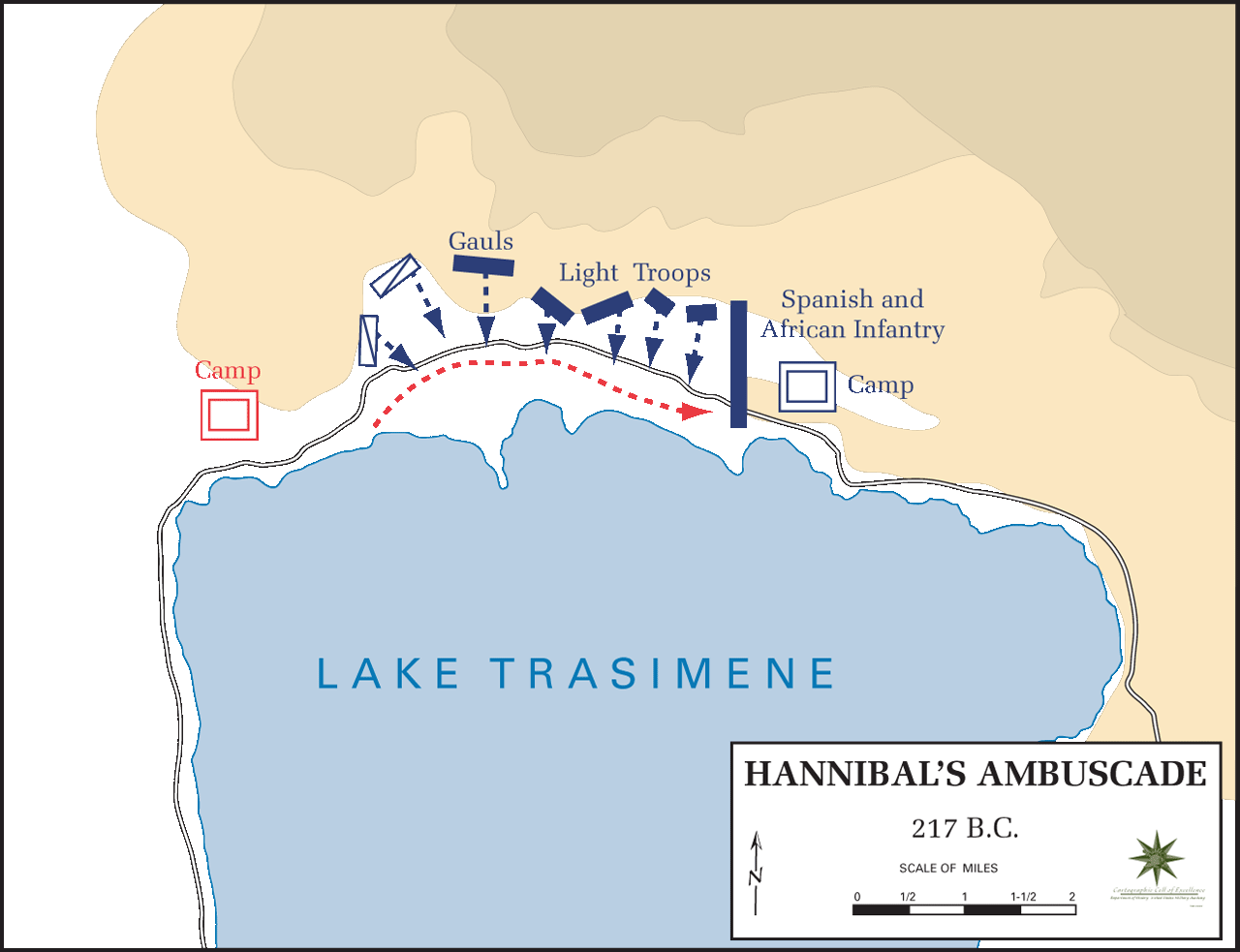
A Trasimenus-tavi csata rajza
Karthágóiak
Rómaiak

Kr. e. 217 kora tavaszán Hannibal elszánta magát az előrenyomulásra. Habozó gall szövetségeseit a Pó-völgyben hagyta és ellenállás nélkül áthaladt az Appennineken. Kikerülte a római állásokat és az egyetlen őrizetlenül hagyott útvonalon, az Arno torkolatánál bejutott Etruriába. Ez az út egy nagy mocsáron vezetett keresztül, amelyet a tavasznak ebben a részében szokatlan mértékben elárasztott a víz. Hannibal serege napokig haladt anélkül, hogy megfelelő pihenőhelyre találtak volna és a katonák szörnyen szenvedtek a fáradtságtól és a kialvatlanságtól. A sereg egy része, és velük valószínűleg a megmaradt elefántok, odaveszett.
Hannibal még a tavasszal Etruriaba érkezett, ahol sikertelenül próbálta nyílt ütközetre bírni Flaminiust, pedig elpusztította a földeket, amelyek védelmére a római vezért küldték. Hannibal más stratégíára tért át. Ellenfelét követte bal oldalán, elvágva Flaminiust Rómától. Etruria fennsíkjain keresztülhaladva végül sikerült kiprovokalniuk, hogy Flaminius megfelelő felderítés nélkül üldözésükre eredjen. A Trasimenus-tó partján, egy nyíladékban Hannibal serege lesben állt. A lesvetés teljes sikerrel járt. A trasimenus-tavi csatában Hannibal csekély veszteség árán elpusztította római sereg jórészét. Elesett maga Flaminius is. Hatezer római elmenekült, de Maharbal numídiai lovasai utolérték és megadásra kényszerítették őket. Megsemmisítették Scipio lovasságát is, amelyet Flaminius kisegítésére küldött.
A győzelem eredményeként a gall-afrikai-hispan-numídiai had már sokkal több hadfelszereléssel rendelkezett, mint amennyit használhattak volna, a többletet így egyiptomi kereskedők közvetítésével eladták a rómaiaknak. Mint korábban is, a foglyok közül a nem rómaiakat szabadon engedtek, hogy terjesszék: a karthágóiak felszabadításukra érkeztek Itáliába. Stratégiai értelemben Hannibal szétverte az egyetlen erőt, amely megakadályozhatta volna, hogy Rómára törjön, de alvezérei sürgetése ellenére nem támadta meg Rómát. Ehelyett dél felé vonult, abban a reményben, hogy az itáliai görögök és italicuok közt új szövetségeseket talál.

#### Fabius stratégiája

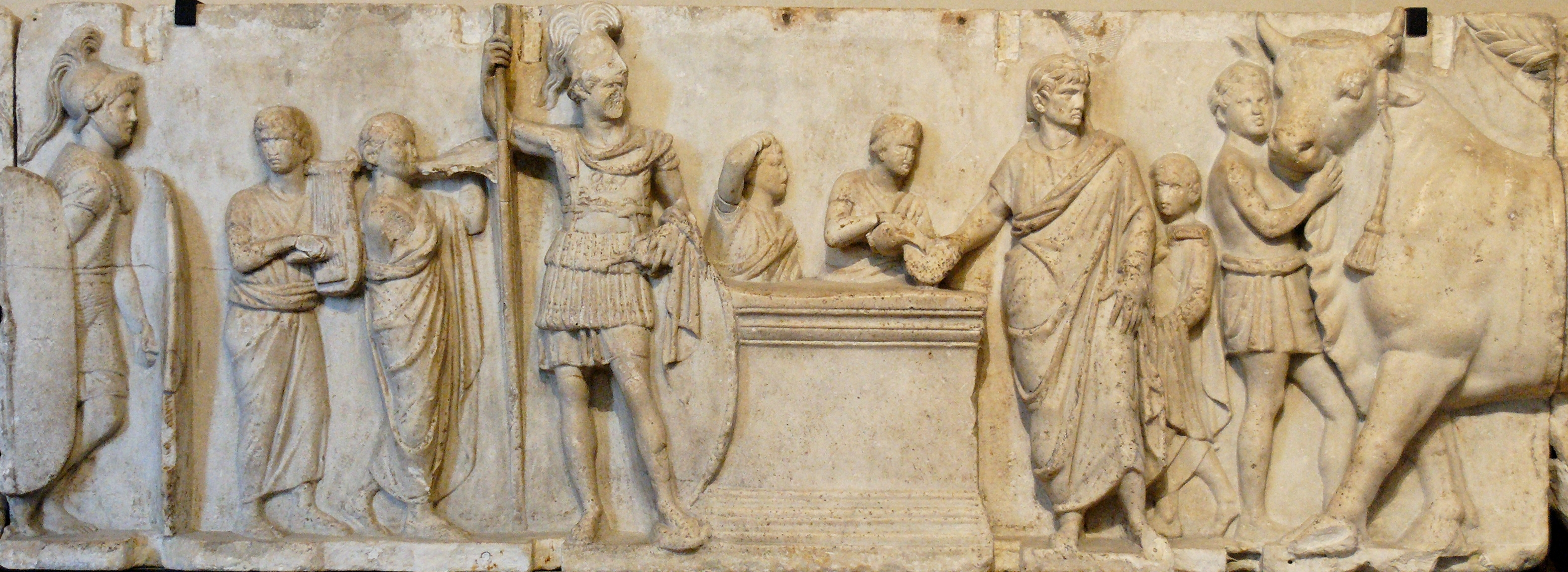
Római manipulus katonájának felszerelését mutató frízrészlet (balra). Láncing, ovális pajzs, sisak taréjjal (valószínűleg lószőr). A középen álló katona tiszt (bronz mellvért, köpeny), valószínűleg tribunus militum. Gnaeus Domitius Ahenobarbus, a Kr. e. 122 év consulja által épített oltárról. Musée du Louvre, Párizs.

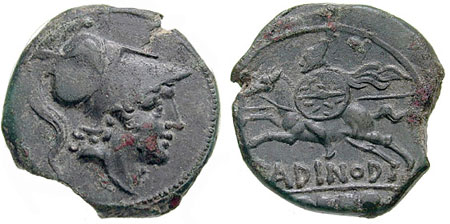
A második pun háború alatt vert római érme, a főoldalán a hadisten Mars, a hátoldalán ebben az időben ritka Kép: lovaskatona. Taréjos sisak, hosszú lándzsa (hasta), kis kerek pajzs, lobogó köpeny. A Kr. e. 1. századig a lovasokat a lovagok köréből toborozták. Bronz quincunx a larinumi pénzverőből.

A Trasimenus-tavi vereség óriási pánikot okozott a rómaik közt, akik most már városuk létét féltették. A Szenátus a hagyományos alkotmányos megoldáshoz, dictator kinevezéséhez folyamodott, aki hat hónapra egy személy hatalma alatt egyesíthette a normális viszonyok közt ket consul közt megosztott katonai hatalmat.
A hagyományos eljárás szerint a dictatort az egyik consul nevezte ki. Mivel azonban az egyik consul, Flaminius halott volt, a másik, Servilius pedig távol volt, a maradek itáliai sereg élén, a Szenátus úgy döntött, hogy maga nevezi ki a dictatort. Mivel az eljárás nem felelt meg az alkotmányos szokásoknak, a dictatort, Quintus Fabius Maximust prodictatornak („ügyvezető dictatornak”) nevezték, bár ténylegesen rendelkezett a dictatorok minden jogával, egyet kivéve. Helyettesét nem nevezhette meg, helyette a Szenátus választotta magister equitumnak („a lovasság parancsnoka”) Marcus Minucius Rufust.
Fabius felhagyott azzal a hagyományos római katonai gyakorlattal, amely szerint az ellenséget mielőbb nyílt csatában kell megverni, és saját stratégiát alkalmazott: nem bocsátkozott csatába, a kisebb egységek viszont állandó csatározásokat folytattak. Ez a harcmodor nem volt népszerű a római katonák közt és Fabius hamarosan kivívta a Cunctator („a halogató”) csúfnevet, hiszen láthatóan nem akart csatába lépni, holott az ellenség Itáliát pusztította. Az volt a kockázat, hogy ha Hannibal továbbra is zavartalanul fosztogathatja Itáliát, a megrettent szövetségesek elpártolhatnak Rómától. A falvak lakosait arra biztatták, hogy állítsanak őrszemeket és veszély esetén javaikkal vonuljanak a megerősített városokba, amelyeket az ellenség nem tud bevenni. Fabius taktikája az volt, hogy árnyékként, hegyi utakon kövesse a síkságokon vonuló karthágói sereget, hogy elkerülje az összecsapást a síkon veszélyes karthágói lovassággal. Ez sem volt könnyű, mert a karthágóiak mindent megtettek, hogy kelepcébe csaljak a rómaiakat. A meneteléskor Fabius gyalogsága új formációt alkalmazott: egy helyett három oszlopban vonultak.
Fabius le nem győzte a karthágóiakat, de állandóan zaklatta őket. Mindkét oldalon sok fogoly esett. A két hadvezér végül úgy döntött, hogy az első pun háborúban alkalmazott feltételekkel kicserélik őket. Mivel a karthágóiak több százzal több foglyot adtak vissza, mint a rómaiak, azt vártak, hogy ezért fizetséget kapnak, a Szenátus azonban nem akart fizetni. A fosztogató karthágóiak korábban szándékosan kikerülték Fabius birtokait, hogy gyanút keltsenek a hadvezér iránt. Fabius most eladta ezeket a birtokokat, hogy fizethessen az ellenségnek a foglyokért.
Miután végigdúlta Apuliát és mégsem tudta csatára ingerelni Fabiust, Hannibál úgy döntött, hogy Samniumon keresztül Campaniába, Itália egyik leggazdagabb és legtermékenyebb tartományába vonul, abban a reményben, hogy az ottani pusztítás már csak csatára kényszeríti a rómaiakat. Fabius ugyanakkor tudta, hogy Campania jó lehetőségeket kínál a karthágóiak csapdába ejtésére és arra, hogy olyan helyen kényszerüljenek csatát vívni, ahol a terepviszonyok a rómaiaknak kedvezőbbek. Ahogy telt az év, Hannibál úgy döntött, hogy a telet nem volna bölcs Campania végigpusztított síkságain tölteni, a kivezető hegyi utakat azonban a rómaiak elzárták. Ebben a helyzetben került sor az Ager Falernus-i éjszakai csatára. A karthágóiak elhitették a rómaiakkal, hogy a felettük lévő hegyeken kelnek át, majd málhástul keresztülvonultak az őrizetlenül hagyott hágón. Bár a hibát nem Fabius követte el, Hannibál kisétálása a kelepcéből nagy csapás volt tekintélyére.
Minucius, a Szenátus kinevezte magister equitum volt a fabiusi stratégia egyik vezető bírálója. Miután megnyert egy kisebb összecsapást a karthágóiak ellen, a Szenátus ugyanazzal az imperiummal (vezetői hatalommal) ruházta fel, mint a gyávasággal vádolt Fabiust. Minutiust és csapatát a geroniumi síkságon Hannibal gyorsan tőrbe csalta. Fabius parancsnoktársa segítségére sietett és a karthágóiak azonnal visszavonultak. Ezután Minucius elfogadta Fabius elsőbbségét és politikai konfliktusuk véget ért.

#### Döntő összecsapást keresve
Fabius azonban Rómában már népszerűtlenné vált, hiszen stratégiája nem hozta el a háború végét. A Cunctatort a római nép kinevette és Kr. e. 216-ban olyan consulokat választottak Caius Terentius Varro és Lucius Aemilius Paullus személyében, akik agresszív hadviselést szorgalmaztak.
A 217-es hadjárat során Hannibál nem tudta maga mellé állítani az italicus népeket, a rákövetkező évben azonban remélhette, hogy oldalára áll a szerencse. Kr. e. 216 tavaszán magához ragadta a kezdeményezést és elfoglalt egy nagy utánpótlásraktárat Cannaenál az Apuliai-síkságon. Cannaeban Hannibál a rómaiak és fontos utánpótlásuk közé helyezkedett. A Szenátus elfogadta, hogy a consulok duplázzák meg a hadsereget. Egyes becslések szerint százezer embert állítottak fegyverbe, bár ez nem bizonyítható.

A cannaei csata kezdeti és döntő szakasza. A gallokból és ibériaiakból álló pun lovasság átrohant a római jobbszárny sokkal gyengébb római lovasságán, majd a rómaiak mögött átnyargalva hátbatámadta a balszárny latin szövetségesekből álló római lovasságát, akik már harcban álltak a numídiai lovasokkal. A latin lovassag elpusztult, így a pun lovasság akadálytalanul támadhatta hátba a római gyalogságot. A csata megerősítette, hogy a pun lovassag számban és képzettségben is felülmúlta a római és a latin lovasságot. Ettől kezdve a rómaiak egyre erősebben az Itálián kívüli szövetségesek lovasságát vették igénybe és az i. e. 1. századra a római légióknak nem is maradt lovasságuk.

Lucius Aemilius Paullus és Varro consulok úgy döntöttek, hogy összecsapnak Hannibállal és délre, Apulia felé vonultak. Két nap menetelés után az Aufidus folyó bal partján találtak rá és mintegy tíz kilométernyire tőle tábort vertek. Hannibál kihasználta Varro türelmetlen harcéhségét és olyan helyzetbe csalta, amelyben a rómaiak számfölénye nem érvényesülhetett, mert az arcvonalak viszonylag rövidek voltak. Legkevésbé megbízható gyalogságát az arcvonalat képező félkör közepére állította, a szárnyakra pedig a gall és numídiai lovasokat helyezte. A római légiók hátranyomták a gyenge centrumot, a szárnyakon álló líbiai harcosok azonban helytálltak és a rómaiak oldalát fenyegették. Hannibál lovasságának rohama ugyanakkor ellenállhatatlan volt: testvére, Hasdrubal átgázolt a római jobbszárny lovasságán, az ellenség mögött átszáguldva megtámadta a balszárny lovasságát, majd hátbatámadta magukat a légiókat is. A római sereget körülvették és nem volt kiútja. Hannibál sokkal kisebb serege szinte az egész római hadat elpusztította. A források ötvenezer es hetvenezer közé teszik a Cannaenál megölt vagy elfogott rómaiak számát.
Polübiosz szerint a Cannaei csata jelentőségét mutatja, hogy a korábbi római vereségek érintetlenül hagyták a szövetségesek lojalitását Róma iránt, Cannae után azonban elkezdtek kételkedni a rómaiak hatalmában. Ugyanebben az évben fellázadtak Róma ellen a szicíliai görög szövetségesek és V. Philipposz makedón király elkötelezte magát Hannibal mellett, megindítva a Róma elleni első makedón háborút. Hannibál szövetséget kötött Hieronimosz új szürakuzai királlyal és mellé állt Tarentum is. Most már megvoltak a megfelelő erőforrásai ahhoz, hogy támadást indítson Róma városa ellen. Nem volt azonban biztos benne, hogy egy ilyen támadás sikerre vihető és amíg habozott, időt hagyott a rómaiaknak, hogy újraszervezzék magukat, és így a lehetőség elveszett.
A Kr. e. 216-os év másik jelentős eseménye volt Capua, Itália második legnagyobb városa elpártolása Rómától. Hannibál székhelyévé tette Capuát. A többi itáliai város közül azonban kevés csatlakozott hozzá. A makedón flotta ugyanakkor nem ért fel a római flottával, így a makedónok közvetlenül nem jöhettek segítségére.
Hannibál küldöttséget menesztett Rómába, hogy a békéről tárgyaljanak és felajánlják a római hadifoglyok kiadását pénzért, Róma azonban mindkettőt visszautasította.

#### Szövetség élén

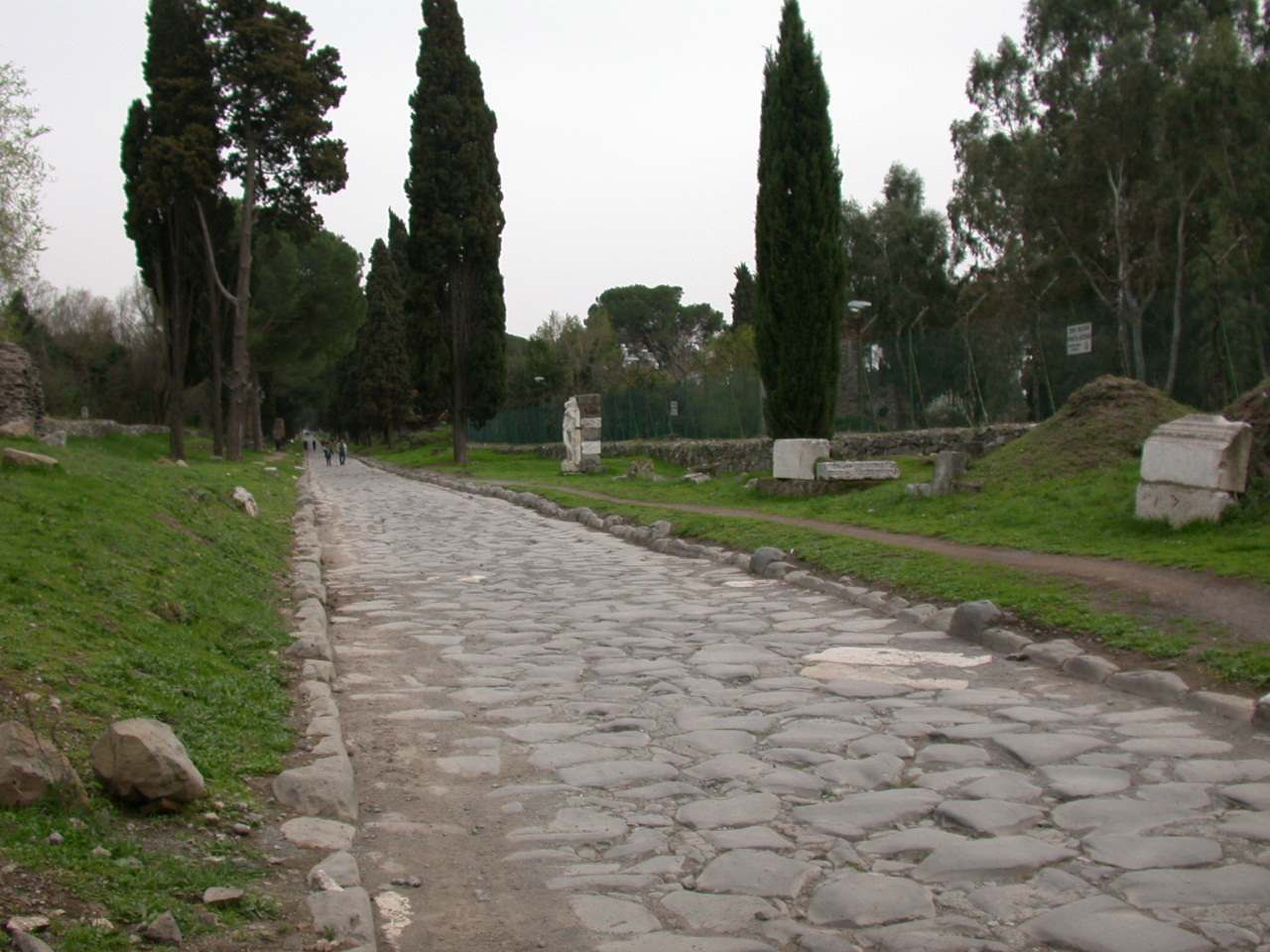
A Via Appia, Róma első főútjának egy jól fennmaradt szakasza. Építése Appius Claudius censor idején, Kr. e. 312-ben kezdődött és szakaszosan folytatódott Kr. e. 269-ig, amikor elért Brundisiumig. Ezt az utat használták a római hadseregek, Fabiusé is, amikor Hannibál ellen indultak Dél-Itáliába Kr. e. 216. és Kr. e. 203. között.

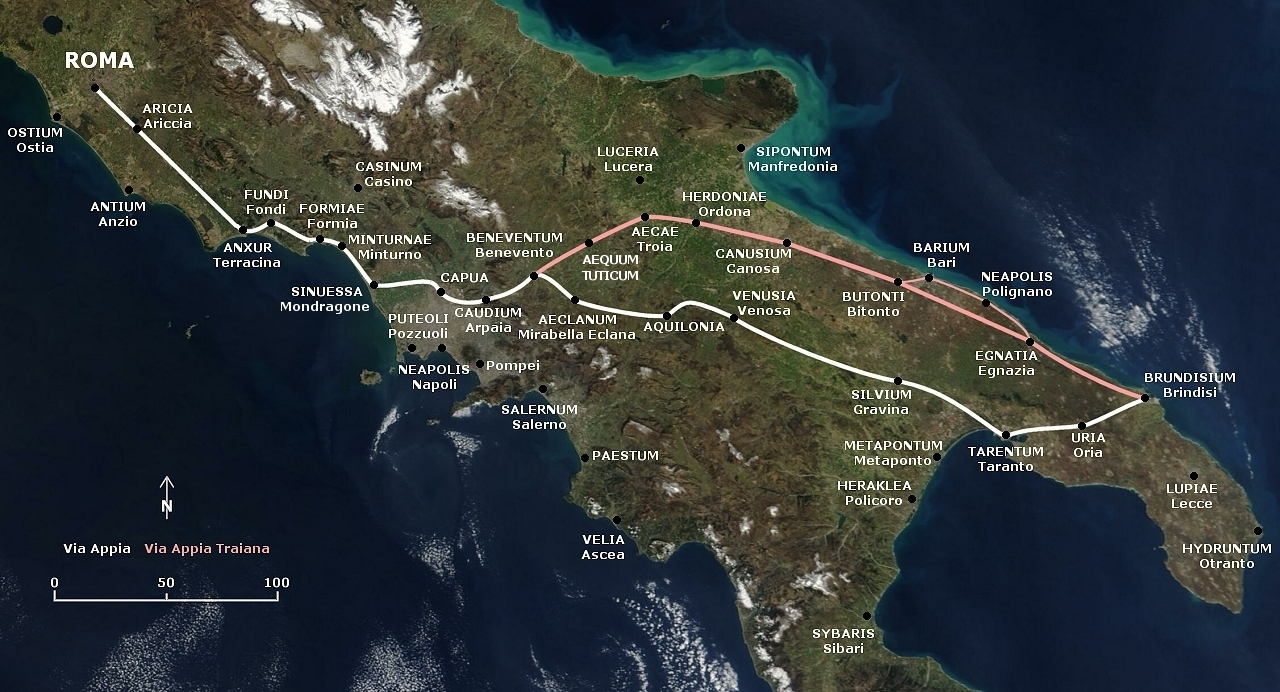
A Via Appia Dél-Itália műholdkepére rajzolva, rajta sok görög város, amelyeknek birtokáért a harc folyt. Az utat Hannibal csapatai is sokszor használták. (Az eredeti Via Appia a fehér vonal, az alternatív utat Traianaus építette 300 évvel később.)

Cannae után számos dél-itáliai római szövetséges pártolt át Hannibálhoz: az apuliai Salapia, Arpi és Herdonia és a lucaniaiak közül is sokan. Mago egy sereggel délre vonult, ahol néhány hét múlva csatlakoztak hozzá a bruttiusok. Ugyanakkor Hannibál észak felé vonult és maga mellé állította a szamniszok jórészét: a hirpinusokat és a caudinusokat. A legnagyobb nyereség Capua csatlakozása volt Kr. e. 216-ban. A capuaiak már rendelkeztek római polgárjoggal, igaz, korlátozottan, és a helyi arisztokráciát házasságok és barátságok kötötték Rómához. Túl nagy volt azonban a kísértés, hogy Hannibal segítségével Itália leghatalmasabb városává válhatnak. Hannibállal kötött barátsági szerződésük nem rótt rájuk kötelezettségeket, de a capuaiak Hannibal rendelkezésére bocsátották kikötőjüket.
Kr. e. 215-re Hannibal szövetségi rendszere felölelte Dél-Itália jórészét, kivéve a tengerparti görög városokat (Krotónt szövetségesei meghódították), Rhegiumot, a szamniumi Beneventum és Luceria latin kolóniákat, az apuliai Venusiát Brundisiumot és Paestumot. A gall területek, amelyeket északon felszabadított, szintén Róma ellenőrzésén kívül maradtak.
A katonai sikerek gyümölcse kiterjedt szövetségesi támogatás lett. Hannibál a campaniai Nola elfoglalását is fontosnak tartotta, amely szövetségesei között feküdt és utanpótlási szemppontból is fontos volt. Mielőtt azonban hozzáfoghatott volna a város elfoglalásához, a rómaiak elfojtották a nolai punbarát szárnyat, így csak a katonai megoldás maradt. Háromszor próbálta meg elfoglalni a várost, mindig sikertelenül. A várost védő Marcus Claudius Marcellus mindhárom nolai csatában (Kr. e. 216, 215 és 214 – sikerrel járt. Kr. e. 215-ben viszont Hannibálnak sikerült legalább Casilinumot, Campania egy másik fontos városát elfoglalnia.
A szicíliai Szürakuza, bár nem az italiai félszigeten feküdt, fontos volt a háború szempontjából: innen lehetett biztosítani a tengeri utánpótlási útvonalakat, mivel a szintén fontos Lilybaeum római kézen volt. Hannibál számára kedvező fejlemény volt, hogy meghalt II. Hieró, Szürakuza Rómabarát türannosza, utódja, Hieronümosz azonban elégedetlen volt a rómaiak szövetségi rendszerében elfoglalt helyével. Hannibál útnak indította két szürakuzai származású tisztjét, akiknek sikerült megnyerniük a várost a punok számára, de csak azon az áron, hogy Szrakuza lett egész Szicília ura. A szürakuzaiak ambícíói nagyok voltak, erejük azonban nem volt akkora, hogy ellenállhassanak az ellenük érkező római erőknek, amelyek Kr. e. 214 és 212 között megosotromolták és elfoglalták a várost, bár kezdetben Arkhimédész hadigepezetei nagy veszteségeket okoztak nekik.
Az itáliai háborúban Hannibal egyik alapvető célkitűzése az volt, hogy helyi erőforrásokkal folytathasson háborút Róma ellen. Szamniumban alvezére, Hanno sereget is toborzott, ezt azonban a rómaiak a beneventumi csatában a rómaiak szétverték, mielőtt meg Hannibál parancsnoksága alá kerülhetett volna. Hannibal képes volt új szövetségeseket szerezni, de megvédeni őket sokkal nehezebb volt. A rómaiak még mindig sokkal több embert voltak képesek fegyverbe állítani. Kr. e. 213-ban Fabius elfoglalta a pun szövetséges Arpit.

## Róma fontos városokat foglal el (Kr. e. 212–Kr. e. 207)

### Nyugat-mediterrán hadszíntér (Kr. e. 212–Kr. e. 207)

#### Az első expedíció veresége
Ibériában a Scipio-testvérek húszezer keltiber zsoldost fogadtak, hogy kiegészítsék harmincezer gyalogosból és háromezer lovasból álló seregüket. Miután megfigyelték, hogy a karthágói seregek szétváltak – Haszdrubal Barkasz tizenötezer emberrel Amtorgis közelében, illetve Mágó Barkasz és Haszdrubal Giszkó tíz-tízezer emberrel tőle nyugatra – a Scipiók úgy döntöttek, ők is szétválnak. Publius Scipio húszezer emberével és szövetségesekkel Mágó Barkaszra támadt Castulo közelében, Gnaeus Scipio pedig egy dupla légióval (tízezer katonával) Haszdrubal Barkasz ellen indult. Ez a stratégia egymástól néhány napnyira két csatát eredményezett: a castulóoi csatát és az ilorcai csatát, amelyeket többnyire együtt emlegetnek, felső-baetisi csata néven. A rómaiak mindkét összecsapást elveszítették, mert Haszdrubal megvesztegette a rómaiak zsoldosait, hogy harc nélkül térjenek haza.

#### A második római expedíció Ibériába
Kr. e. 210-ben Scipio Africanus érkezett meg egy sereggel a Szenatus utasítására Ibériába, hogy apjáért és nagybátyjáért bosszút álljon a punokon.
Egy briliáns támadással a következő évben sikerült elfoglalnia az ibériai pun hatalom központját, Cartagenát. A Kr. e. 208-ban vívott baeculai csatában legyőzte Haszdrubalt, de nem sikerült megakadályoznia, hogy maradék seregével folytassa útját Itáliába, hogy erősítést vigyen testvérének, Hannibálnak.
Az Ilipai csatában azonban Scipio megverte Mágó Barkasz, Haszdrubal Giszkó és Masinissa egyesült seregét és ezzel véget vetett az Ibéria feletti karthágói uralomnak.

### Közép-mediterrán régió (Kr. e. 212–Kr. e. 207)

#### Hannibál szövetségének csúcspontja és széthullása

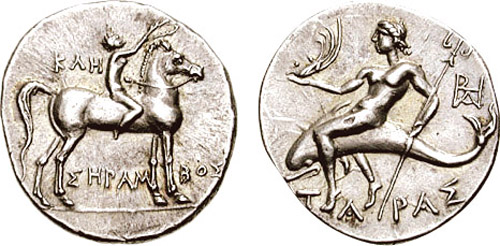
Tarentumi érme, amelyet Hannibal uralma alatt vertek, Kr. e. 212-Kr. e. 208 körül, az egyik felén ifjú lovassal, a másikon delfinen lovagló fiúval, ami a tarentumi érmek visszatérő motívuma. TAPAΣ (Tarasz) a város görög neve. Ezüst didrachma

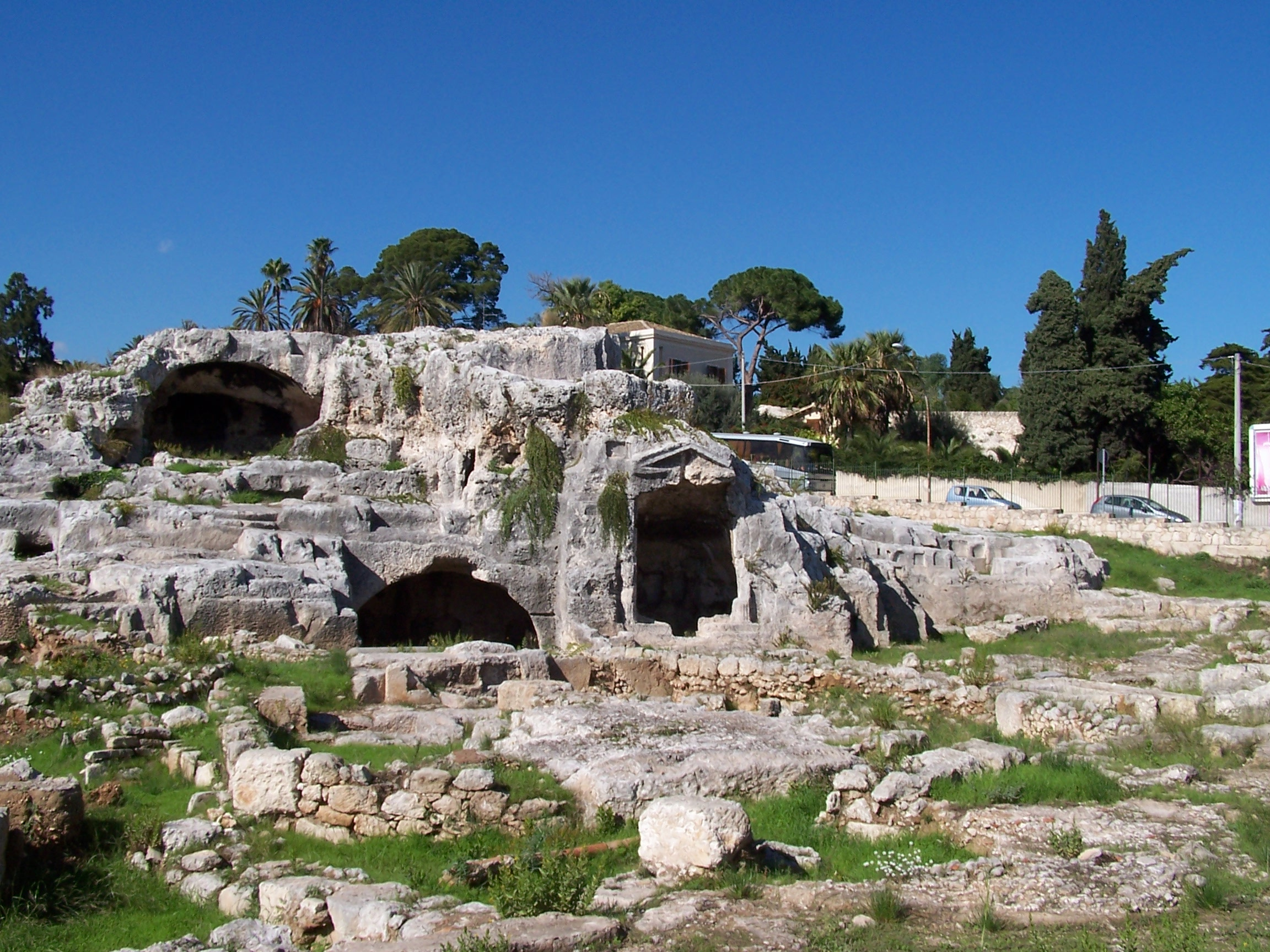
Ókori görög sír a szicíliai Szürakuzánal, a hagyomany szerint Arkhimédész sírja.

Karthágó itáliai terjeszkedése akkor érte el csúcspontját, amikor a legnagyobb itáliai görög város Hannibalhoz állt át Kr. e. 212-ben. A punok számára sikeres tarentumi csata a város demokratái és Hannibal által gondosan előkészített puccs része volt. A város kapui ellen két helyen is sikeres támadást intéztek. A pun sereg portyázó numídiai lovasok mögött rejtőzve meglepte a város védőit és elfoglalta Tarentumot, a fellegvárat kivéve, ahová a rómaiak és tarentumi szövetségeseik vissza tudtak vonulni. A punok nem is tudták elfoglalni az erődöt, de miután védművekkel körbevették, biztonsággal uralmuk alatt tudták tartani a várost. A kikötő azonban elzárva maradt előttük.
A capuai csatában Kr. e. 212-ben egyik fél sem kerekedett felül. Az eredmény a rómaiak számára volt kedvezőtlenebb: felhagytak Capua ostromával, a punok pedig kétezer numídiai lovassal megerősítették a várost.
Ugyanebben az évben a rómaiak – ezúttal Quintus Fulvius Flaccus – ismét győzelmet arattak az idősebb Hannó ellen, elfoglalva táborát is. A Marcus Centenius vezette római sereget azonban meglepték és megverték és a római sereg 16 ezer katonájából csak ezer maradt. A herdoniai csatában Róma 18 ezer katonából 16 ezret vesztettek el, vereséget szenvedve egy nagyobb létszámú karthágói seregtől, amely visszavonulásukat is elzárta.
A háborúnak ebben a szakaszában a rómaiak több kisebb-nagyobb várost visszafoglaltak, bár a csatamezőn rendre Hannibal maradt az erősebb és több ostromlott várost is felmentett.
Szürakuza ostroma is rosszul indult a rómaiak számára, mert Arkhimédész hadigépei segítségével a védők visszaverték a támadásokat. A karthágóiak húszezres hadat küldtek a város felmentésére, egy pestisjárvany azonban megtizedelte a sereget és kénytelen volt visszavonulni Agrigentumba. A Róma-barát szürakuzaiak árulása végül a rómaiak kezébe juttatta a varost, akik megöltek Arkhimédészt is.

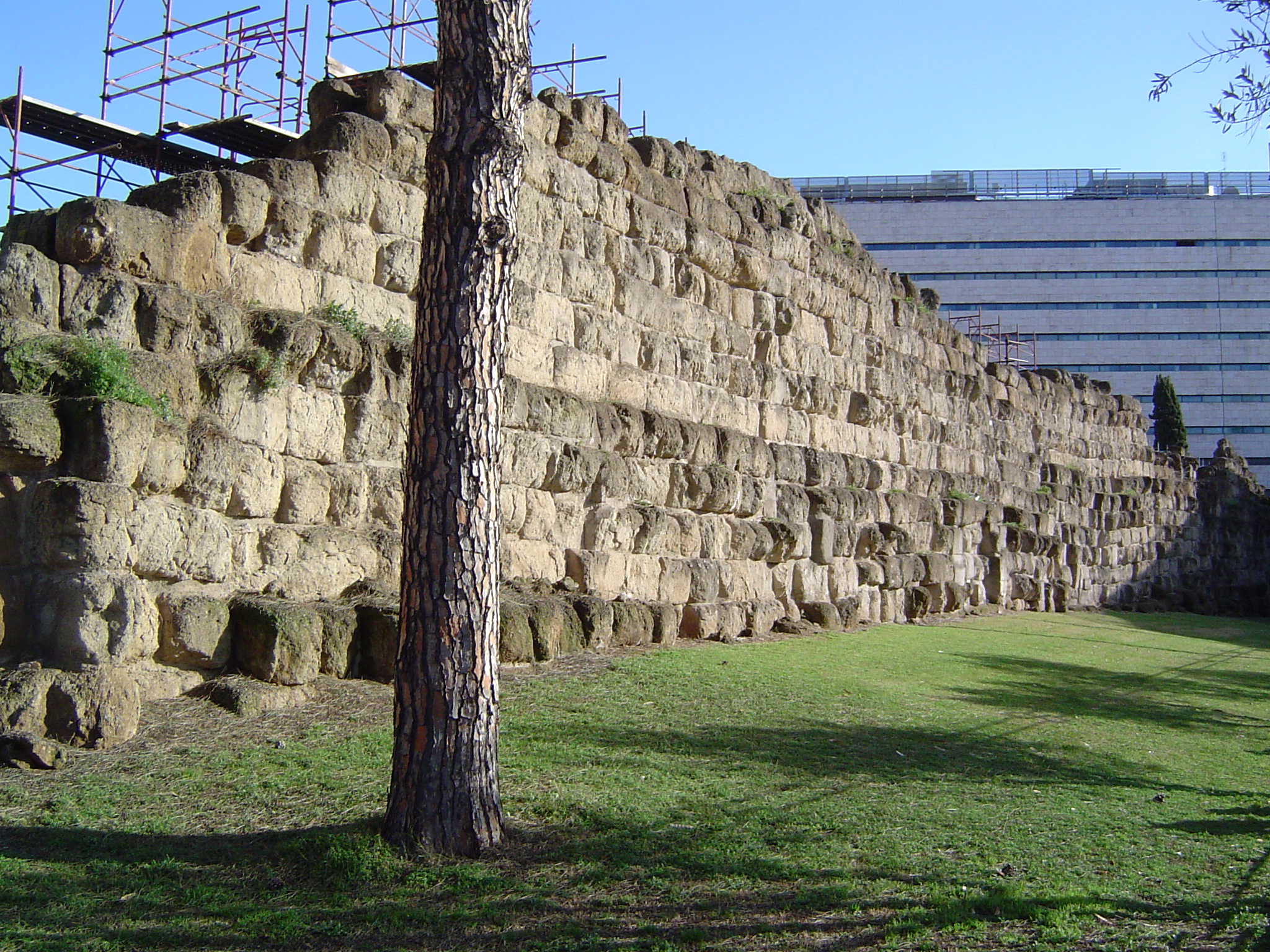
A Servius-féle fal Rómában, a Termini vasútállomásnál. Bár Servius Tulliusról, a legendabeli 6. századi királyról nevezték el, jóval később, Kr. e. 378-ban épült (Livius szerint). A régészek szerint a 3. században jelentősen megerősítették. Masszív kövekből épített falai eredetileg tíz méter magasra emelkedtek (a fent látható szakaszon ebből hat méter maradt) és négy méter vastagok voltak, a fal hossza 11 kilométer volt. Ez a fal tartotta vissza Hannibalt attól, hogy egyenesen Rómára támadjon.

Kr. e. 210-ben Herdoniánal újabb csatára került sor. Hannibal meglepte a várost ostromló Gnaeus Fulvius Centumalus proconsult és nyílt csatában elpusztította a húszezres római sereg kétharmadát. Az apuliai Salapia ugyanakkor visszapártolt Rómához és lakosai lemészárolták a numidiaiakból álló pun helyőrséget.
A Hannibal és Marcellus vívta numistrói csata ugyanebben az évben eldöntetlen maradt, ahogy a következő évi canusiumi csata is. Az utóbbi összecsapás azonban lehetőséget adott Fabiusnak, hogy sereg élén Tarentumhoz vonuljon és árulás révén bevegye a várost. Hannibal serege, amelyet korábban Marcellus csapatai kötöttek le Canusiumnal, csak nyolc kilométerre jártak Tarentumtól, amikor a város elesett.

#### Hasdrubal nem tud segíteni
Hannibal és Gaius Claudius Nero Kr. e. 207-ben vívták a grumentumi csatát, amely eldöntetlen maradt, de fontos eseményeket vezetett be. A csatát követően Nero megtévesztette Hannibalt, aki azt hitte, a teljes római sereg a táborában maradt, pedig Nero válogatott csapataival észak felé vonult. Erősítést vitt más római csapatoknak és velük együtt vívta meg Hasdrubal ellen a metaurusi csatát. Hannibal öccse azért hagyta el egy évvel korábban serege élén Ibériát a baeculai vereség utan, hogy csatlakozzon Hannibalhoz. Ugyanazon az útvonalon érkezett Itáliába, ahol annak idején Hannibal, de kisebb veszteségeket szenvedett, mint testvére, és gall és ligur szövetségesekkel és zsoldosokkal is kiegészítette seregét. A metaurusi csatában azonban Hasdrubal serege megsemmisült.

## A béke felé (Kr. e. 206–Kr. e. 201)

### Nyugat-Mediterrán (Kr. e. 206–Kr. e. 201)

#### Ibéria eleste
Az ilipai csatában egy iber szövetségesekkel kiegészített római sereg nézett farkasszemet a nagyszámú keltiber zsoldos segítette karthágóiakkal. Scipio Africanus Major ravasz cselt eszelt ki. Több napon keresztül felsorakoztatta seregét az ellenséggel szemben, az arcvonal közepén a nagyobb harci értékű római csapatokkal, mégsem vállalt csatát. A pun hadvezérek, Mago és Hasdrubal Gisco emiatt azt hitték, a római csapatok nem változtatnak helyet az arcvonalban. A csata napján Scipio serege a korábbiaknál korábban fejlődött fel csatára. Sietségükben a karthágóiak legjobb erőiket ugyanúgy középen helyezték el, mint korábban, holott szemben ezúttal a szövetségesek álltak, a rómaiakat pedig Scipio a szárnyakra helyezte. A rómaiak így nagyon megverték a szárnyakon helyet foglaló keltibéreket, akik még aznap éjszaka otthagyták a karthágói tábort. Ez a vereség megpecsételte a karthágói uralom sorsát Ibériában. Kr. e. 206-ban a rómaiak Gades városát is elfoglalták, miután az fellázadt a karthágói uralom ellen.
Kr. e. 205-ben Mago tett egy utolsó kísérletet, hogy visszafoglalja Új-Karthágót, amikor a római uralmat lázadás gyengítette és az iberek is felkeltek új uraik ellen. Mago támadását azonban visszaverték. Még ebben az évben elhagyta Ibériát és megmaradt csapataival a Baleár-szigeteken vitorlát bontott, hogy Itáliába vezesse őket.

#### Anumidiaibelharc

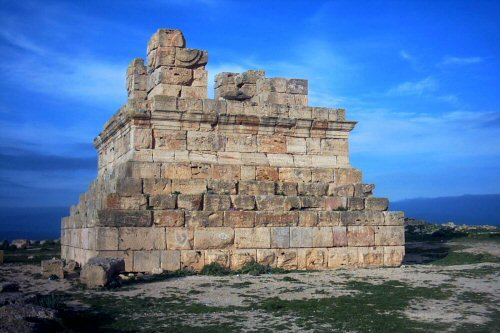
Massinissa (c. Kr. e. 238 – c. Kr. e. 148) Numidia királya sírja (Shoumaa el-Khroub, a mai algériai Constantine közelében

Jelentős szerepet játszott a háborúban a Karthágó afrikai területeit övező Numidiában zajló hatalmi harc. Massinissa, a berber massyli törzs vezetője kezdetben Karthágó szövetségese volt és velük harcolt a rómaiak ellen Ibériában. Az ilipai csata után állt át a másik oldalra, és szerepe a későbbi zámai csatában döntőnek bizonyult. A rómaiak támogatták igényét Numidia trónjára. Kr. e. 206-ban Kelet-Numidiát egymás közt osztotta fel Karthágó és Syphax nyugat-numidiai király, Róma korábbi szövetségese. Az alkunak az is része volt, hogy Syphax feleségül veszi Sophonisbát, Hasdrubal Gisco lányát, aki korábban Massinissához ment volna hozzá. |

### Közép-Mediterrán hadszíntér (Kr. e. 206 – Kr. e. 201)

#### Az utolsó összecsapások Itáliában
Kr. e. 205-ben Mago partraszállt Itáliában. A következő évben került sor a crotonai csatára Végül Magót Kr. e. 203-ban legyőzték az insubriai csatában.

## Fordítás
- Ez a szócikk részben vagy egészben  a   Second Punic War  című angol Wikipédia-szócikk fordításán alapul.  Az eredeti cikk szerkesztőit annak laptörténete sorolja fel. Ez a jelzés csupán a megfogalmazás eredetét és a szerzői jogokat jelzi, nem szolgál a cikkben szereplő információk forrásmegjelöléseként.